# سريان طيني

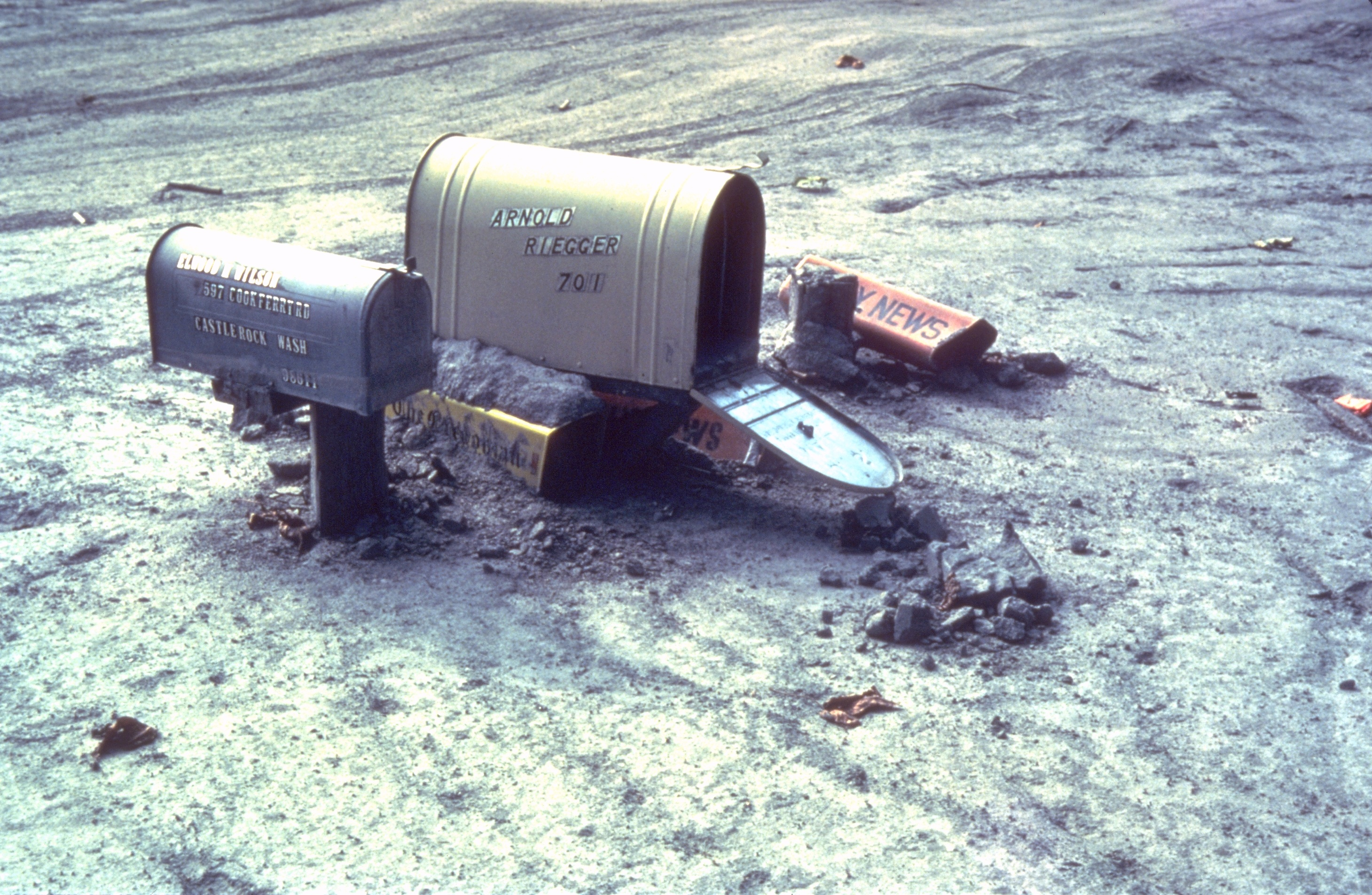
صناديق بريد في مجرى سريان طيني.

السريان الطيني هو شكل من الانهيارات الجيولوجية يحدث فيه «سريان متنامي تترواح سرعته بين سرعة عالية جدًا إلى أعلى سرعة»، ويتكون هذا السريان من حطام سال كليًا أو جزئيًا عن طريق إضافة كميات كبيرة من الماء إلى المادة الأصلية.